# IAS 17
МСФО (IAS) 17 «Аренда» — международный стандарт финансовой отчётности, который состоит в определении учётной политики и правил раскрытия информации для применения арендаторами и арендодателями,
и действует с 01.01.1984 года по 31.12.2018 год,
введён в действие для применения на территории Российской Федерации приказом Минфина России от 25.11.2011 № 160н, заменен на IFRS 16.

## Определения
МСФО (IAS) 17 не применяется в отношении:
- соглашений об аренде, связанных с добычей и использованием минералов, нефти и иных невозобнавляемых ресурсов
- лицензионных соглашений в отношении таких объектов, как кинофильмы, рукописи, патенты и авторские права
- арендаторами инвестиционной недвижимости по договорам финансовой аренды
- арендодателями инвестиционной недвижимости по договорам операционной аренды
- биологических активов.

Аренда — соглашение, по которому арендодатель в обмен на плату или серию платежей передаёт арендатору право пользования активом в течение установленного периода времени.
Минимальные арендные платежи — платежи, которые арендатор обязан или может быть обязан совершить в течение срока аренды, а также:
- для арендатора — суммы, гарантированные арендатором
- для арендодателя -ликвидационная стоимость, гарантированная арендодателю:

- арендатором
- третьим лицом, не связанным с арендодателем и имеющим финансовую возможность выполнить обязательства по гарантии.

Финансовая аренда — аренда, по условиям которой происходит передача основных рисков и выгод, связанных с владением активом. При этом право собственности может передаваться, а может не передаваться.
Операционная аренда — любая аренда, которая не является финансовой.

## Учёт финансовой аренды
Признаки финансовой аренды:
- к концу срока аренды право собственности на объект аренды переходит к арендатору
- арендатор получает право купить объект аренды по цене ниже справедливой стоимости на дату реализации этого права, и в начале срока аренды использование им этого права достаточно вероятно
- срок аренды составляет значительную часть срока экономической службы актива
- на момент заключения договора аренды дисконтированная стоимость минимальных арендных платежей составляет существенную долю всей справедливой стоимости объекта аренды
- арендованные активы носят специализированный характер, который только арендатор может пользоваться ими без существенных модификаций
- при расторжении арендатором договора аренды на него ложатся все связанные с этим убытки
- прибыли и убытки от колебания справедливой стоимости ликвидационной суммы причитаются арендатору
- арендатор имеет возможность продолжить аренду на последующий период, причём арендная плата будет значительно ниже рыночной.

### Учёт финансовой аренды у арендатора
В начале срока аренды активов и соответствующее обязательство по финансовой аренде отражаются в отчёте о финансовом положении арендатора в одинаковом размере, равном сумме, наименьшей из двух величин:
- справедливой стоимости арендуемого имущества — сумма, на которую можно обменять актив или урегулировать обязательство при совершении сделки между хорошо осведомлёнными, желающими совершить такую сделку и независимыми друг от друга сторонами
- дисконтированной стоимости минимальных арендных платежей — сумма, дисконтированная на ставку, подразумеваемая в договоре аренды.

Ставка процента, подразумевая в договоре аренды — ставка дисконтирования, в результате применения которой на момент начала арендных отношений совокупная дисконтированная стоимость минимальных арендных платежей и негарантированной ликвидационной стоимости равняется сумме справедливой стоимости арендованного актива и всех первоначальных прямых затрат арендодателя.
Негарантированная ликвидационная стоимость — часть ликвидационной стоимости арендуемого актива, получение которой арендодателем не гарантировано или гарантировано только стороной, связанной с арендодателем.
Первоначальные прямые затраты — дополнительные издержки, связанные с подготовкой и заключением договора аренды, за исключением случаев, когда такие затраты несут арендаторы в лице производителей или дилеров.
Актив амортизируется (если нет перехода право собственности) по наименьшему из сроков:
- срока аренды
- срока полезного использования — расчётный оставшийся период с начала срока аренды, не ограничиваемый сроком аренды, на протяжении которого компания предполагает получать экономические выгоды, заключённые в активе.

Арендные платежи разделяются на:
- затраты на финансирование (процентная ставка по непогашенному обязательству постоянна в течение срока аренды), отражается в отчёт о совокупном доходе
- погашение обязательства, отражается в отчёте о финансовом положении.

### Учёт финансовой аренды у арендодателя
У арендодателя отражаются в отчете о финансовом положении активы, сданные в финансовую аренду, как дебиторская задолженность в размере, равном чистым инвестициям в аренду.
Валовые инвестиции арендодателя в аренду — совокупность:
- минимальных арендных платежей, которые будут получены арендодателем по договору финансовой аренде и
- негарантированная ликвидационная стоимость, на которую арендодатель имеет право.

Чистые инвестиции в аренду — сумма валовых инвестиций, дисконтированная с использованием ставки процента, подразумеваемой в договоре аренды. Чистые инвестиции в аренду в каждый момент времени равны сумме валовых инвестиций за вычетом валовой прибыли, отнесённой на будущие отчётные периоды.
Неполученный финансовый доход — разница между валовыми инвестициями в аренду и чистой инвестицией в аренду, и равняется валовому доходу от финансирования, который распределён на срок аренды.
Арендные платежи, полученные от арендатора, — это погашение основной суммы долга и финансовый доход.

## Учёт операционной аренды
Актив при операционной аренде учитывается в отчёте о финансовом положении арендодателя, так как не происходит переход рисков и выгод от владения актива от арендодателя к арендатору.
Амортизация не отличается от аналогичных активов, которые не являются предметом договора аренды.
Арендные платежи по договору операционной аренды за исключением стоимости страхования и технического обслуживания отражаются в отчёте о совокупном доходе.
В том случае, когда арендодатель производит выплату арендатору в качестве стимулирования, то выплаченная сумма уменьшает общую сумму расходов по операционной аренде в течение срока договора аренды.
Срок полезного использования земли неограничен, право собственности по окончании срока аренды не переходит арендатору, арендатор не получает основные риски и выгоды, связанные с владением, то аренда классифицируется операционной.
Премия, выплачиваемая за арендное право на землю, является предоплатой арендных платежей, которые списываются в течение срока аренды, и не является основным средством, и в отчёте о финансовом положении отражается в краткосрочных или долгосрочных активах.
Если происходит передача права собственности и на землю, и на здания, оба элемента классифицируются как финансовая аренда.
Если передача право собственности на землю не происходит, а срок её использования неограничен, аренда земли классифицируется как операционная, а аренда здания может быть финансовой или операционной.
Если одна или обе части договора аренды являются финансовой арендой, то минимальные арендные платежи распределяются между землёй и зданиями пропорционально их справедливой стоимости на дату начала арендных отношений, причём в минимальные арендные платежи входят любые авансовые платежи.
Если распределить платежи между землёй и зданиями невозможно, то договор аренды в целом классифицируется как финансовая аренда.

## Сделки с обратной арендой
В ходе таких сделок первоначальный владелец актива продаёт его стороне, предоставляющей финансирование, и сразу же берёт его обратно в аренду.
Сделка продажи с обратной арендой является операционной, когда арендатор передаёт все риски и преимущества владения активом и признает прибыль/убыток от продажи, который отражается в отчётности, если сделка совершена по справедливой стоимости:
- Если цена продажи выше справедливой стоимости, то превышение над справедливой стоимостью признаётся доходом в течение ожидаемого периода использования актива для того, чтобы уменьшить арендные платежи до справедливой стоимости
- Если цена продажи ниже справедливой стоимости, сделка невыгодная, то прибыль/убыток сразу отражается в отчётности
- Если цена продажи искусственно занижена для того, чтобы компенсировать её будущими арендными платежами по цене ниже рыночной, то такой убыток амортизируется пропорционально арендным платежам в течение ожидаемого периода использования актива.

При сделки продажи с обратной финансовой аренды используется два подхода:
- Арендованный актив отражается по предыдущей балансовой стоимости, а затем учитывается в том же порядке, что и раньше, полученные денежные средства учитываются как обязательства.
- Актив, полученный по договору обратной финансовой аренде, переоценивается до справедливой стоимости (или до дисконтированной стоимости минимальных арендных платежей, если она ниже), признаётся обязательство по финансовой аренде на ту же сумму.

## Раскрытие информации
Арендаторы раскрывают следующую информацию по договорам финансовой аренды:
- для каждого класса активов -чистую балансовую стоимость на отчётную дату
- сверку общей суммы минимальных арендных платежей включая корректировки, сделанные при пересмотре размера арендной платы.
- совокупная сумма будущих минимальных арендных платежей на отчётную дату и их дисконтированная стоимость для каждого периода:

- до одно года
- от одного года до пяти лет
- свыше пяти лет

- сумму условной арендной платы, отнесённой на расходы отчетного периода
- общую сумму будущих минимальных арендных платежей по субаренде
- общее описание существенных соглашений об аренде арендатора.

Арендодатели раскрывают следующую информацию по договорам финансовой аренды:
- согласование суммы валовой инвестиции в аренду на отчётную дату и дисконтированной стоимости дебиторской задолженности по минимальным арендным платежам на дату отчётности
- общую сумму валовых инвестиций в аренду и дисконтированную стоимость дебиторской задолженности по минимальным арендным платежам на отчётную дату для каждого из следующих периодов:

- до одно года
- от одного года до пяти лет
- свыше пяти лет

- неполученный финансовый доход
- негарантированную ликвидационную стоимость, начисляемую в пользу арендодателя
- накопленный резерв на покрытие безнадёжной дебиторской задолженности по минимальным арендным платежам
- условную арендную плату, отражённую в составе доходов отчетного периода
- общее описание существенных соглашений об аренде, заключённых арендодателем.

Арендаторы раскрывают следующую информацию по договорам операционной аренды:
- общая сумма будущих минимальных арендных платежей для каждого периода:

- до одно года
- от одного года до пяти лет
- свыше пяти лет

- общую сумму будущих минимальных арендных платежей по субаренде, которые будут получены по договорам субаренде на отчётную дату
- выплаты по договорам аренды и субаренды, отражённые в составе расходов отчетного периода
- общее описание существенных соглашений об аренде арендатора

Арендодатели раскрывают следующую информацию по договорам операционной аренды:
- будущее минимальные арендные платежи для каждого из следующих периодов:

- до одно года
- от одного года до пяти лет
- свыше пяти лет

- общую сумму условной арендной платы, отражённой в составе доходов отчетного периода
- общее описание существенных соглашений об аренде арендодателя.